# Język sebop
Język sebop (a. cebop, sabup, sebob, sibop) – język austronezyjski używany przez grupę ludności w malezyjskim stanie Sarawak. W 1981 roku posługiwało się nim 1730 osób.
Katalog Ethnologue wyróżnia dialekty: Tinjar Sibop, Lirong, Long Pokun, Bah Malei (Ba Mali), Long Atun, Long Ekang (Long Ikang), Long Luyang.
Nie wykształcił piśmiennictwa.